# Fernando García-Mon González-Regueral
Fernando García-Mon González-Regueral (Gijón, 13 de novembre de 1920 - Madrid, 2 de gener de 2011) va ser magistrat del Tribunal Constitucional espanyol entre 1986 i 1998 i vocal del Consell General del Poder Judicial.
Fou designat vocal del CGPJ el 1980, per proposta del Senat per part del PSOE i UCD. Cessà el càrrec l'octubre de 1985 per acabament del mandat.
Fou nomenat magistrat del TC pel Senat d'Espanya l'11 de febrer de 1986, més tard reelegit per la mateixa cambra legislativa el 1989 fins que el 18 de desembre de 1998 deixà de ser-ho. Fou magistrat de la Sala Primera i va ser president entre el 8 i el 14 de juliol de 1992, en qualitat de substitutut de Tomás y Valiente, fins a la designació per al lloc de Miguel Rodríguez-Piñero.
Posseí la Gran Creu de l'Orde de Sant Ramon de Penyafort.